# Kabwe
Kabwe é uma cidade e um distrito da Zâmbia, localizados na província Central. É considerada uma das cidades mais poluídas do mundo.